# Atypophthalmus tamborinus
Atypophthalmus tamborinus là một loài ruồi trong họ Limoniidae. Chúng phân bố ở miền Australasia.